# Grand Prix van Bari 1947
De Grand Prix van Bari 1947 was een autorace die werd gehouden op 13 juli 1947 op het Bari Street Circuit in Bari.

## Uitslag
| Positie | No. | Rijder             | Team       | Ronden | Tijd/Opgave |
| ------- | --- | ------------------ | ---------- | ------ | ----------- |
| 1       | 12  | Achille Varzi      | Alfa Romeo | 50     | 2:32:27.2   |
| 2       | 13  | Consalvo Sanesi    | Alfa Romeo | 50     | +2.8        |
| 3       | 19  | Renato Balestrero  | Alfa Romeo | 43     | +7 ronden   |
| 4       | 15  | Nino Grieco        | Maserati   | 41     | +9 ronden   |
| 5       | 22  | Raymond de Saugé   | Cisitalia  | 40     | +10 ronden  |
| 6       | 14  | Maurizio Cassano   | Maserati   | 28     | +22 ronden  |
| 7       | 21  | Liborio Fasano     | Alfa Romeo | 8      | +42 ronden  |
| DNF     | 17  | Juan Jover         | Maserati   | 19     | Motor       |
| DNF     | 20  | Chico Landi        | Maserati   | 17     | Bougies     |
| DNF     | 18  | Luigi Marchetti    | Maserati   | 7      | Remmen      |
| DSQ     | 16  | Gaetano dell'Acqua | Maserati   | 21     | Auto geduwd |

Rijders waarvan de positie is aangegeven met DNF hebben niet de finish bereikt.